# 神戸総合運動公園ユニバー記念競技場

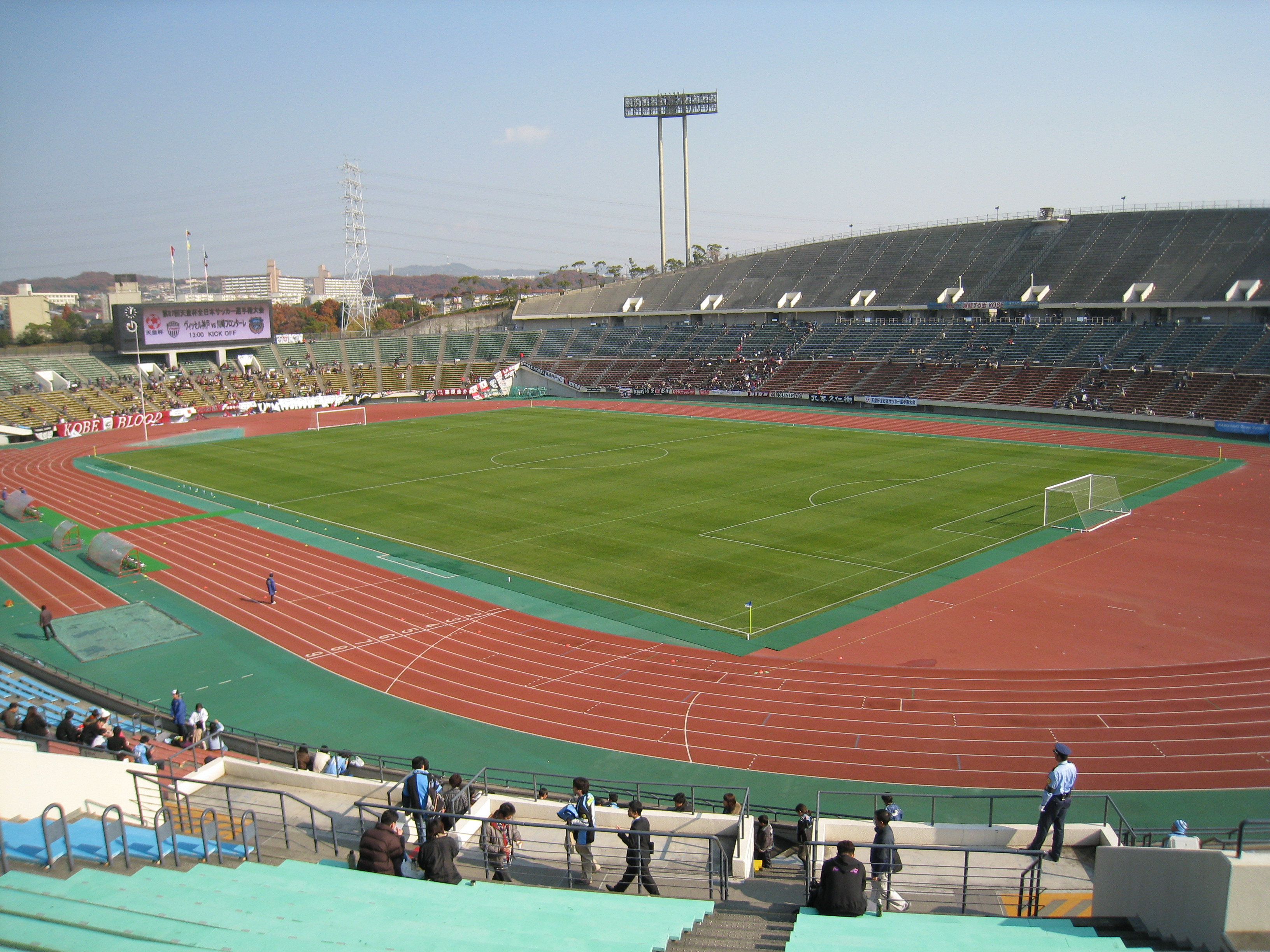
バックスタンドを見る

神戸総合運動公園陸上競技場（こうべそうごううんどうこうえんりくじょうきょうぎじょう）は、兵庫県神戸市須磨区の神戸総合運動公園内にある多目的競技場。愛称ユニバー記念競技場（ユニバーきねんきょうぎじょう）。施設は神戸市が所有し、神戸市公園緑化協会が指定管理者として運営管理を行っている。

## 概要
1985年夏季ユニバーシアードの開催に合わせ、神戸市須磨区の山林を切り開いて整備された神戸総合運動公園内に、神戸市によりオリンピック誘致を視野に入れて建設されたスタジアムである。
かつての建設予定地では、ドラマ『西部警察 PART-III』第48話のロケが行われた。
神戸市の条例上の施設名称は前述の通り、神戸総合運動公園陸上競技場だが、ユニバーシアード開催を契機に愛称「ユニバー記念競技場」が付与され、現在に至る。
近年では、2006年ののじぎく兵庫国体、のじぎく兵庫大会のメインスタジアムとしても使用。また、日本プロサッカーリーグ（Jリーグ）に加盟するヴィッセル神戸が、1995年 - 2002年までホームスタジアムとして利用していた。ヴィッセルのJ参入以前はガンバ大阪がJリーグ開幕直後に準本拠地にしていたほか、川崎製鉄水島サッカー部も神戸への移転前年の1994年に1試合を開催している。
御崎公園球技場（現：ノエビアスタジアム神戸）が完成し、ヴィッセルは2003年よりホームスタジアムを移転したが、これ以降もリーグ戦 (J1・J2) のホームゲームを年間1 - 3試合開催している。また、女子サッカーのINAC神戸レオネッサがホームゲームを開催するほか、年間を通して中高生の陸上競技大会に使用されている。
のじぎく兵庫国体に合わせて、これまでの電球式電光掲示板に変わってフルカラーLEDのパナソニック製アストロビジョンや、陸上競技用のコンピューターシステムもマットathle32陸上競技大会運営システム、球技表示システムもフィールドビジョンプロが導入された。2022年以降はラグビーユニオンリーグ、ジャパンラグビーリーグワンのコベルコ神戸スティーラーズの主催試合が6 - 7試合程組まれる。(全8試合、残りはノエビアスタジアム神戸や東大阪市花園ラグビー場などで開催)

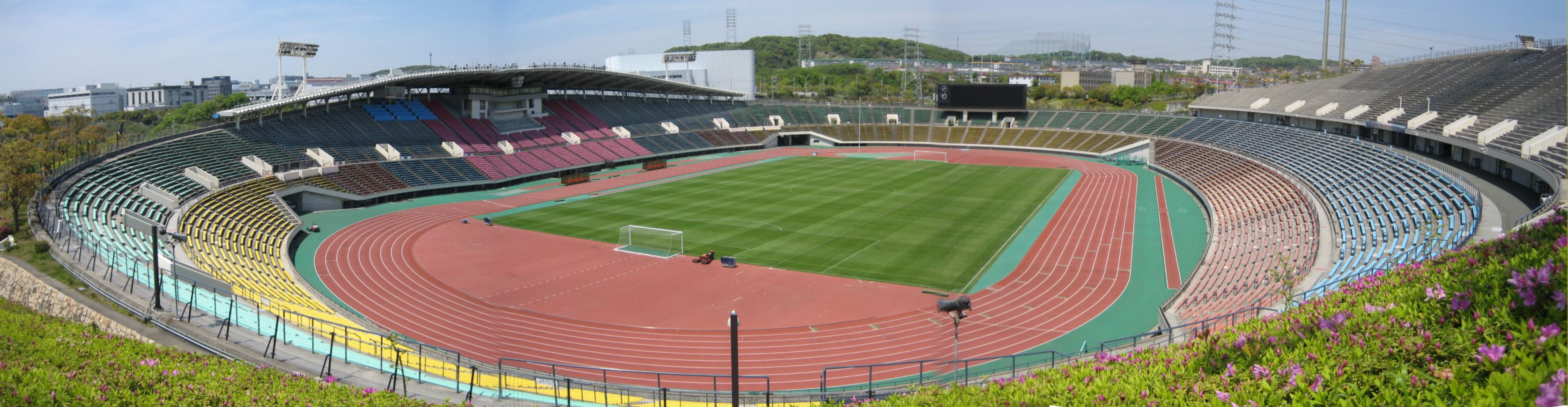
ユニバー記念競技場のパノラマ写真

## 施設概要
- 日本陸上競技連盟第1種公認
- 国際陸上競技連盟 (現ワールドアスレティックス) クラス2
- バックスタンドは2層式となっている。2階席は、使われる機会が少なく、Jリーグやサッカー日本代表の試合など、多数の来場が見込まれるとき以外ほとんど開放しない。
- 陸上競技やサッカー、アメリカンフットボール、ラグビーなどに対応できる。
- アストロビジョンとナイター照明設備3機（メインスタンドは屋根と一体化、バックスタンドは鉄塔式）を設置。
- 陸上競技トラック9レーン（2004年トラック改装で8レーンから変更）、天然芝ピッチがある。
- 周辺には、補助トラック（第3種トラック。6レーン）と野球場、同サブ球場、グリーンアリーナ神戸がある。

## 開催イベント
- 1985年夏季ユニバーシアード
- 2006年6月　第90回日本陸上競技選手権大会
- 2006年9月-10月　のじぎく兵庫国体
- 2008年9月6-7日　「B'z LIVE-GYM Pleasure 2008 -GLORY DAYS-」。
- 2010年9月18-19日　「EXILE LIVE TOUR 2010 FANTASY」。
- 2012 FIFA U-20女子ワールドカップ。
- 2013年8月17-18日　「サザンオールスターズ SUPER SUMMER LIVE 2013『灼熱のマンピー!! G★スポット解禁!!』」。
- 2024年5月17-25日[3][4]　世界パラ陸上競技選手権大会[注釈 1]

## 交通アクセス
- 神戸市営地下鉄西神・山手線 総合運動公園駅 徒歩約5分
- 神戸淡路鳴門自動車道　布施畑インターチェンジ 約1.2 km
- 阪神高速道路北神戸線　布施畑西ランプ 約2.5 km
- 阪神高速道路神戸山手線　白川南ランプ 約2.7 km

## 特記事項
- 自動体外式除細動器が1台設置されている。